# مرويس عزيزي
مرويس عزيزي ‏ (1962 في ولاية لغمان - ) مصرفي من أفغانستان.